# Норвезький ліс
«Норвезький ліс» (яп. ノルウェイの森, Норувей но морі) — роман 1987 року японського письменника Харукі Муракамі. Назва роману — усталений переклад японською назви пісні «Бітлз» Norwegian Wood.
Муракамі заперечує, що роман автобіографічний: «Просто я належу до такого типу людей, які нічого не можуть зрозуміти, доки не спробують записати це на папері».

## Сюжет
Дія відбувається в Токіо 1960-х років, коли японські студенти разом зі студентами всього світу протестували проти порядку, що встановився. Муракамі цікавлять втрати, які кожна людина зазнає з перебігом життя. Головний герой і оповідач — Тоору Ватанабе, який згадує свої колишні дні як студент одного з токійських коледжів. За допомогою його спогадів читач знайомиться з розвитком його стосунків із двома геть різними дівчатами — прекрасною, але психологічно травмованою Наоко, та емоційною, живою Мідорі.
На початку книжки 37-річний Ватанабе щойно приїхав до Гамбурга. Він чує оркестрову версію пісні «Бітлз» «Norwegian Wood (This Bird Has Flown)», і раптово його переповнюють спогади, ностальгія. Подумки він повертається у 1960-ті, коли багато подій змінили його життя.
Ватанабе зі своїм шкільним товаришем Кідзукі та його подругою Наоко — найкращі друзі. Кідзукі та Наоко — однодумці, міцно дружать, і Тоору приємно почуватися «членом банди». Але цю дружню ідилію перервало несподіване самогубство Кідзукі, коли йому було всього 17. Смерть Кідзукі глибоко ранить обох друзів, Ватанабе відчуває подих смерті, хоч би куди пішов, а Наоко здається, що якась невіддільна частина її самої безповоротно зникла. Наоко і Ватанабе проводять дедалі більше часу разом, намагаючись підтримати одне одного. У ніч, коли Тоору виповниться 20 років, Наоко особливо чутлива, і вони займаються сексом, Наоко виявляється незайманою.
Незабаром Ватанабе розуміє, що кохає Наоко. Але для Наоко це не зовсім кохання. Її коханням був Кідзукі, а стосунки з Ватанабе — радше прихильність. Вона звикла до Ватанабе і його листів і це єдина ниточка, що з'єднує Наоко з навколишнім світом. Але коханням це не назвеш, та й Наоко не може бути з Ватанабе — у неї занадто багато психологічних і фізіологічних проблем. Після Наоко шле Ватанабе лист, в якому пише, що їй потрібно відновити свої сили, і вона на деякий час їде в клініку для лікування. Розквіт їхніх стосунків протікає на тлі громадських заворушень. Студенти Університету Ватанабе страйкують, вони на межі революції, але Ватанабе не бере участі в цьому русі — він не від світу цього і не відчуває єднання зі страйкарями. Єдиним його другом є Нагасава, студент елітного Токійського університету, на 2 курси старший, другий студент, який, крім Ватанабе, читав «Великого Гетсбі».
У результаті всі страйки закінчуються нічим. Ватанабе живе листами до Наоко — так триває далі їхній роман.
Незабаром Ватанабе знайомиться зі своєю однокурсницею з уроків театральної драматургії Мідорі Кобаясі. Вона протилежність Наоко — жвава, весела, самовпевнена. Попри свої почуття до Наоко, він захоплюється і Мідорі. Вона настільки приваблює Ватанабе, що їхні стосунки розвиваються у щось більше. Паралельно Ватанабе бере участь у походах з Нагасовою по дівчатах, знайомлячись з ними в барах і забуваючи їх наступного дня.
Ватанабе відвідує Наоко в клініці поряд з Кіото. Там він знайомиться з Ісідою Рейко, іншою пацієнткою клініки, що лежить із Наоко. Рейко і Наоко відверті з Ватанабе, згадуючи минуле. Наоко розповідає про раптову смерть своєї старшої сестри, яка сталася кілька років тому.
Повернувшись до Токіо, Ватанабе пише Рейко лист із проханням про пораду. Він не знає, хто йому ближче — Наоко чи Мідорі. Він не хоче поранити і так чутливу Наоко, але й не хоче втратити Мідорі. Рейко радить залишитися з Мідорі та подивитися, що вийде з цих стосунків.
Пізніше до Ватанабе надходить новина про раптову смерть Наоко. У смутку і здивуванні він подорожує Японією, а Мідорі, яка не знала про те, що сталося, намагається дізнатися, що трапилося у Ватанабе. Через місяць він повертається до Токіо, де зустрічається з Рейко. Ватанабе розуміє, що Мідорі — найважливіша особистість у його житті. Він телефонує Мідорі, щоб освідчитися в коханні.

## Екранізація
Роман екранізував у 2010 році французький режисер в'єтнамського походження Чан Ань Хунг. У головних ролях — Кен'їті Мацуяма, Рінко Кікуті, Кіко Мідзухара. Музику написав Джонні Грінвуд із групи Radiohead. Прем'єра відбулася у конкурсній програмі 67-го Венеціанського кінофестивалю.